# Bell County (Texas)
Das Bell County ist ein County im Bundesstaat Texas der Vereinigten Staaten. Das U.S. Census Bureau hat bei der Volkszählung 2020 eine Einwohnerzahl von 370.647 ermittelt. Der Sitz der County-Verwaltung (County Seat) befindet sich in Belton.

## Geographie
Das County liegt östlich des geographischen Zentrums von Texas und hat eine Fläche von 2818 Quadratkilometern, wovon 73 Quadratkilometer Wasserfläche sind. Es grenzt im Uhrzeigersinn an folgende Countys: McLennan County, Falls County, Milam County, Williamson County, Burnet County, Lampasas County und Coryell County.

## Geschichte
In Bell County liegen mit Gault Site aus der Clovis-Kultur und dem Buttermilk Creek Complex als stratigraphisch bestätigte Kultur vor Clovis zwei bedeutende archäologische Fundorte. Der Buttermilk Creek Complex wurde 2011 als ältester bekannter Nachweis von Menschen in Amerika publiziert, er erbringt den Beweis, dass die traditionell als erste flächendeckende Kultur Amerikas angesehene Clovis-Kultur ihre charakteristischen Projektilspitzen erst in Amerika entwickelt und nicht bereits bei der Einwanderung aus Asien mitgebracht hat.
Bell County wurde am 22. Januar 1850 aus Teilen des Milam County gebildet und die Verwaltungsorganisation am 1. August abgeschlossen. Benannt wurde es nach Peter Hansborough Bell, dem dritten Gouverneur von Texas und Offizier im Mexikanisch-Amerikanischen Krieg.

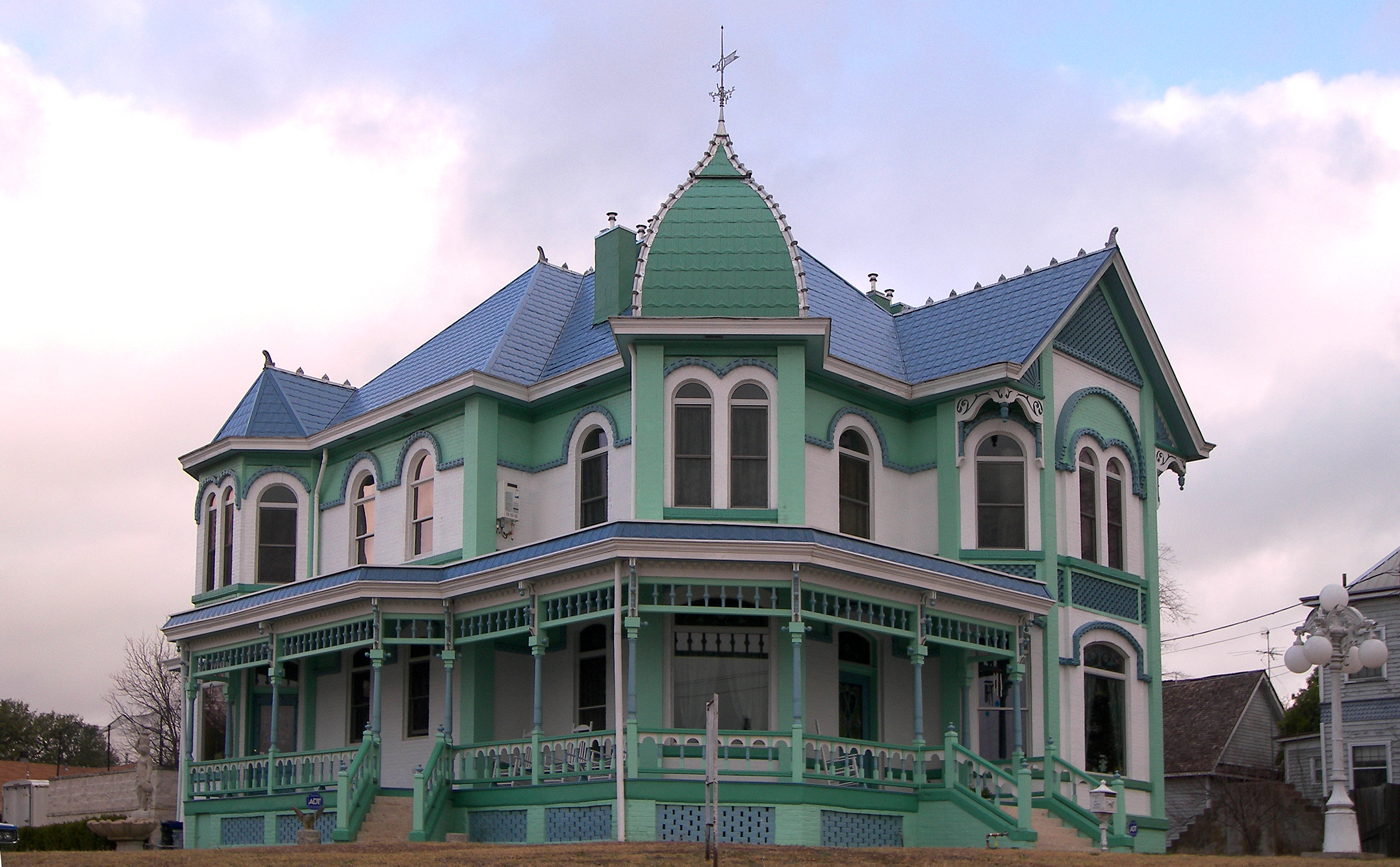
Das Dr. Taylor Hudson House ist einer von 69 Einträgen des Countys im NRHP.

69 Bauwerke und Stätten des Countys sind im National Register of Historic Places (NRHP) eingetragen (Stand 1. Oktober 2018).

## Demografische Daten

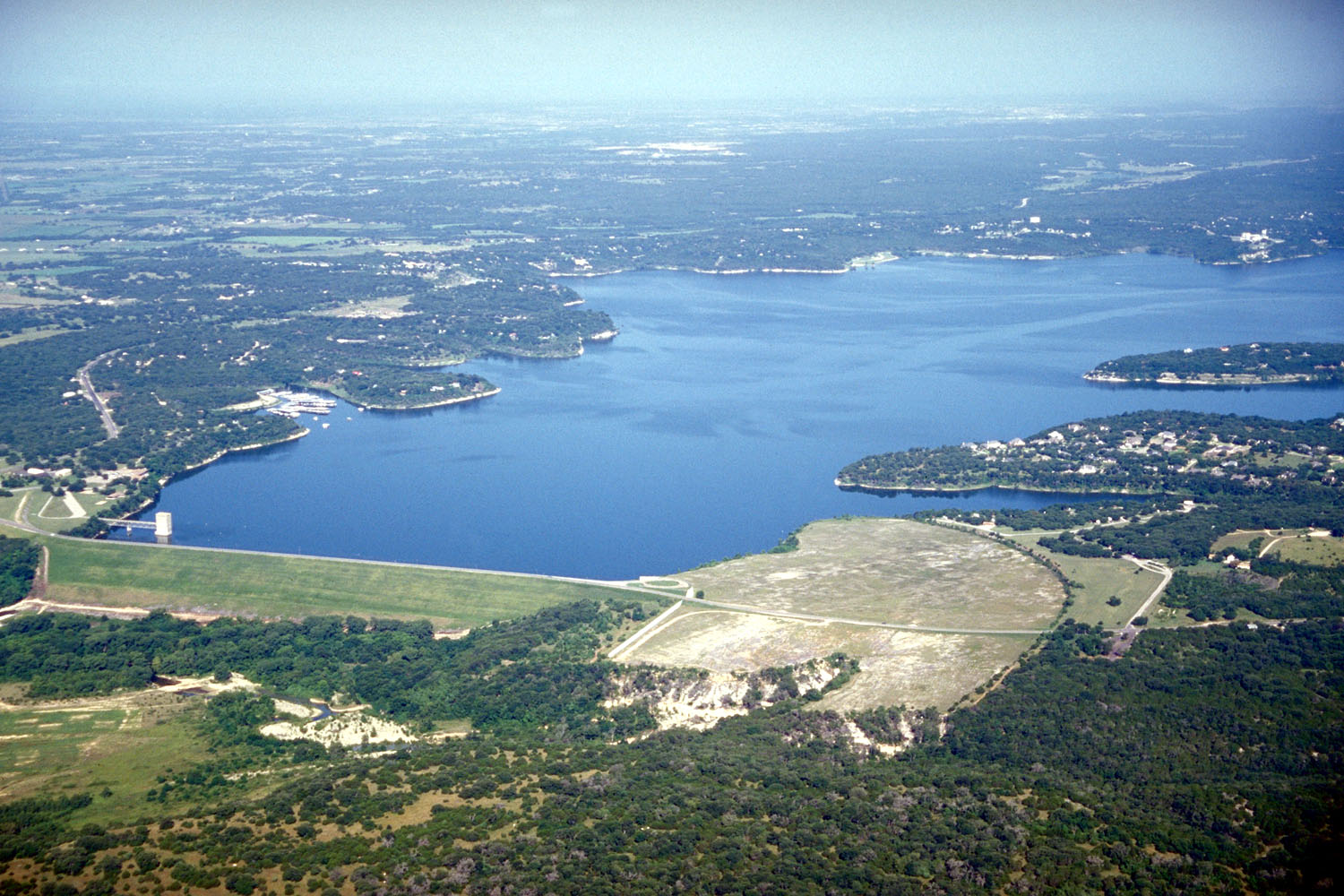
Luftaufnahme des Belton Lakes

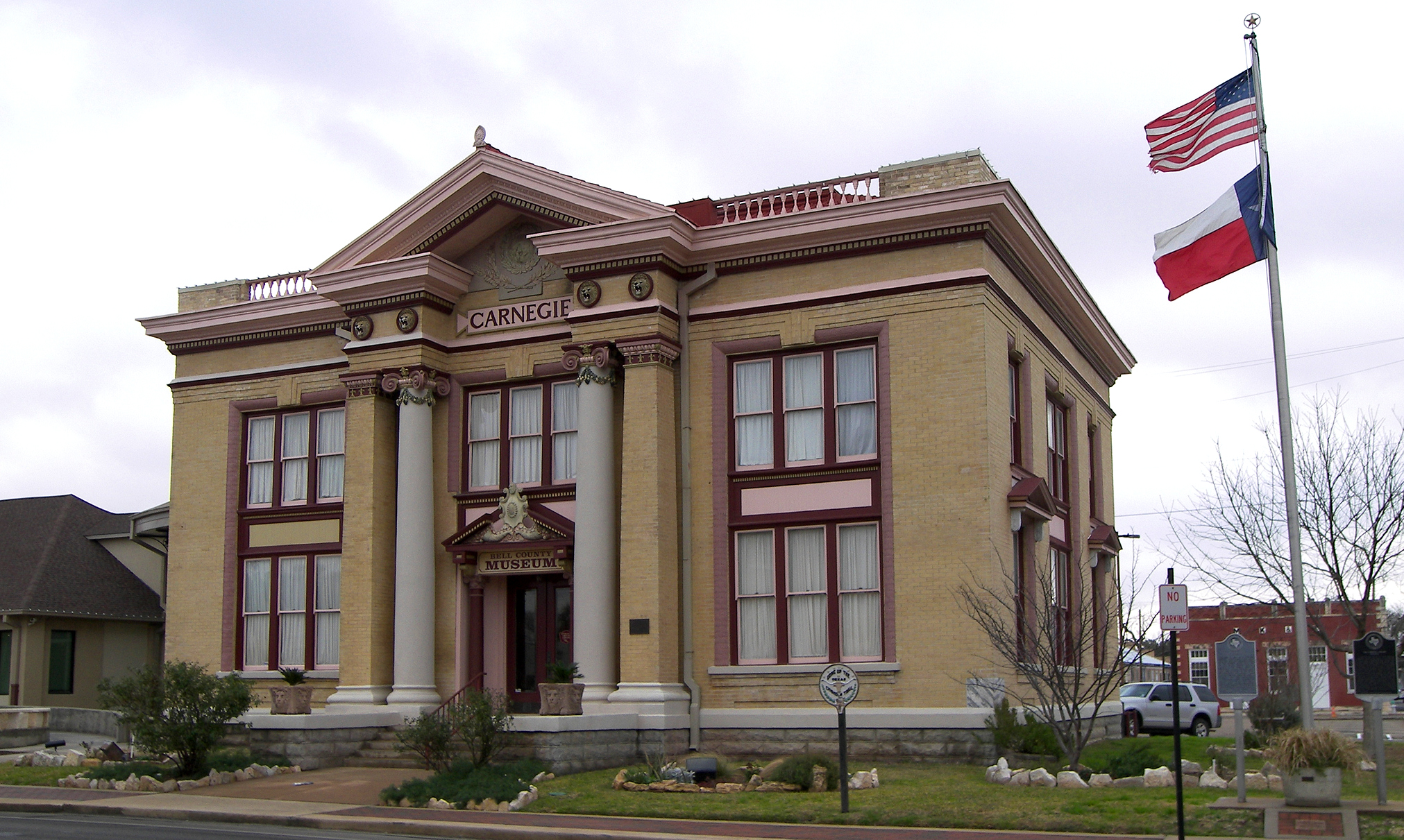
Carnegie Public Library (Bell County, Texas), gelistet im NRHP mit der Nr. 85000473

Nach der Volkszählung im Jahr 2000 lebten im Bell County 237.974 Menschen in 85.507 Haushalten und 61.992 Familien. Die Bevölkerungsdichte betrug 87 Einwohner pro Quadratkilometer. Ethnisch betrachtet setzte sich die Bevölkerung zusammen aus 63,41 Prozent Weißen, 20,43 Prozent Afroamerikanern, 0,72 Prozent amerikanischen Ureinwohnern, 2,56 Prozent Asiaten, 0,48 Prozent Bewohnern aus dem pazifischen Inselraum und 8,54 Prozent aus anderen ethnischen Gruppen; 3,85 Prozent stammten von zwei oder mehr Ethnien ab. 16,68 Prozent der Einwohner waren spanischer oder lateinamerikanischer Abstammung.
Von den 85.507 Haushalten hatten 40,1 Prozent Kinder oder Jugendliche, die mit ihnen zusammen lebten. 56,6 Prozent waren verheiratete, zusammenlebende Paare 12,3 Prozent waren allein erziehende Mütter und 27,5 Prozent waren keine Familien. 22,3 Prozent waren Singlehaushalte und in 6,5 Prozent lebten Menschen im Alter von 65 Jahren oder darüber. Die durchschnittliche Haushaltsgröße betrug 2,68 und die durchschnittliche Familiengröße betrug 3,14 Personen.
28,9 Prozent der Bevölkerung war unter 18 Jahre alt, 13,4 Prozent zwischen 18 und 24, 31,9 Prozent zwischen 25 und 44, 17,0 Prozent zwischen 45 und 64 und 8,8 Prozent waren 65 Jahre alt oder älter. Das Medianalter betrug 29 Jahre. Auf 100 weibliche Personen kamen 100,8 männliche Personen und auf 100 Frauen im Alter von 18 Jahren oder darüber kamen 99,3 Männer.
Das jährliche Durchschnittseinkommen eines Haushalts betrug 36.872 USD, das Durchschnittseinkommen einer Familie betrug 41.455 USD. Männer hatten ein Durchschnittseinkommen von 28.031 USD, Frauen 22.364 USD. Das Prokopfeinkommen betrug 17.219 USD. 9,7 Prozent der Familien und 12,1 Prozent der Einwohner lebten unterhalb der Armutsgrenze.

## Städte und Gemeinden
- Academy
- Bartlett
- Airville
- Bartlett
- Belco
- Belfalls
- Belton
- Berger
- Chaffee Village
- Clear Creek
- Cyclone
- Edgeworth
- Fort Hood
- Gober
- Harker Heights
- Heidenheimer
- Hobbs
- Holland
- Jubilee Springs
- Killeen
- Leedale
- Little River
- Lone Star
- Maxdale
- McNair Village
- Meador Grove
- Meeks
- Midway
- Moffatt
- Montague Village
- Morgans Point Resort
- Nolanville
- Oakalla
- Oenaville
- Oscar
- Pendleton
- Prairie Dell
- Ratibor
- Red Ranger
- Rogers
- Salado
- Seaton
- Smith
- Sparks
- Stampede
- Temple
- Troy
- Vilas
- Westcliff
- White Hall
- Youngsport
- Zabcikville

## Schutzgebiete und Parks
- Baker Field
- Beall Park
- Bell County Expo Center
- Belton Jaycee Park
- Belton Lakeview Park
- Bluff Park
- Cedar Creek Wildlife Management Area
- Cedar Gap Park
- Cedar Ridge Park
- Central Texas Christian School Football Stadium
- Chalk Ridge Falls Park
- Chick Walker Junior Park
- Community Center Park
- Conder Park
- Confederate Park
- Continental Park
- Cox Park
- Dana Peak Park
- Draughon Park
- Ferguson Park
- Fort Hood Recreation Area
- Griggs Field
- Griggs Park
- Hallford Baseball Field
- Hidden Canyon Park
- Hodge Park
- Iron Bridge Park
- Jackson Park
- James B Wilson Park
- James Wilson Park
- Jaycee Park
- Jefferies Park
- Jefferson Park
- John Glover Stadium
- Jones Park
- Kern Park
- Kiwanis Park
- Leona Park
- Liberty Hill Motocross Track
- Liese Field
- Lions Park
- Live Oak Ridge Park
- Long Branch Park
- Marlboro Park
- McGregor Park
- Miller Spring Park
- Nettles park
- Optimist Number 1 Field
- Optimist Park
- Overlook Park
- Owl Creek Park
- Owl Creek Wildlife Management Area
- Page Park
- Prichard Athletic Field
- Riversbend Park
- Rogers Park
- Scott and White Park
- Sparta Valley Park
- Stillhouse Park
- Tarrant Park
- Temple Jaycee Park
- Temple Lions Park
- Temples Lake Park
- Terrace Gardens Park
- Union Grove Park
- Westcliff Park
- White Flint Park
- White Flint Wildlife Management Area
- Wildcat Stadium
- Winkler Park
- Woodson Field
- Yettie Polk Park